# Shozo Makino
Shozo Makino (japonès: 牧野 正蔵)  (prefectura de Shizuoka, 15 de maig de 1915 - 12 de febrer de 1987) va ser un nedador japonès que va competir entre 1929 i 1941.
El 1932 va prendre part en els Jocs Olímpics de Los Angeles, on va guanyar la medalla de plata en els 1.500 metres lliures del programa de natació. Quatre anys més tard, als Jocs de Berlín, guanyà la medalla de bronze en la 400 metres lliures.
Estudià a la Universitat de Waseda. En el seu palmarès hi ha diversos rècords nacionals i del món, així com sis campionats de l'NCAA i vuit de l'AAU. El 1991 fou incorporat a l'International Swimming Hall of Fame.